# Wojciech Dembołęcki
Wojciech Dembołęcki (* um 1585 in Konojady bei Brodnica; † zwischen September 1645 und Februar 1647), auch Dębołęcki, Debolencki oder Dembolensius genannt, war ein polnischer Komponist und katholischer Ordensgeistlicher.

## Leben
Über seine frühen Lebensjahre und seine musikalische Ausbildung sind keine Quellen vorhanden. Er trat im Jahr 1598 in Krakau dem Franziskanerorden bei. Seit 1605 lebte er in Oppeln. Hier empfing er 1611 oder 1612 die Priesterweihe. In den Jahren von 1615 bis 1617 hielt er sich in Kalisz und Lemberg auf, wo er Kapellmeister am Kloster war, schließlich in Chełm. Danach bereiste Dembołęcki Italien, wo er Venedig und vermutlich auch Rom besuchte.
1619 kehrte er nach Osteuropa zurück, zunächst nach Olmütz, wo er die Gesellschaft Christlicher Soldaten zum Loskauf von Gefangenen mitbegründete. Ab 1621 war er Militärkaplan, bevor er 1623 zum zweiten Mal für zwei Jahre nach Rom reiste. Dort wurde ihm das Doktorat der Theologie verliehen. 1625 hatte Dembołęcki kurzfristig das Amt eines Provinzials der polnischen Provinz des Franziskanerordens inne, verzichtete aber darauf und verwandte sich als Generalkommissar für die Freilassung polnischer Soldaten aus der Gefangenschaft der Türkenkriege. Daneben amtierte er als Guardian in Kamjanez-Podilskyj. Eine dritte Reise nach Rom von 1630 bis 1632 schloss sich an, bevor er Priester in Lemberg wurde.

## Werk
Das erhaltene kompositorische Schaffen Dembołęckis umfasst nur wenige Werke. Seine geschichtliche Bedeutung erlangt es, da es an der Stilwende der polnischen Musik entstand. Am Beginn des 17. Jahrhunderts begann diese sich den italienischen Einflüssen gegenüber zu öffnen, was sich in Dembołęckis Musik widerspiegelt. Zum einen war sie noch der mittelalterlichen Musik, vor allem dem gregorianischen Choral verpflichtet, zum anderen führte sie Neuerungen wie den bezifferten Generalbass ein. Ähnlich wie sein Zeitgenosse Mikołaj Zieleński erweiterte er den strengen kontrapunktischen Satz um Diminutionen und Verzierungen.
Neben seinem musikalischen Schaffen verfasste er historische und theologische Schriften.